# CA Ferroviário
Der Clube Atlético Ferroviário war ein Fußballverein aus Curitiba im brasilianischen Bundesstaat Paraná. Der Klub wurde 1930 gegründet und 1971 durch Fusion aufgelöst.

## Geschichte
Der Klub wurde am 12. Januar 1930 gegründet. Die Gründungsversammlung fand im Haus des Eisenbahnarbeiters Ludovico Brandalise statt. Ursprünglich wurde Ferroviário gegründet, um die Angestellten und Arbeiter der Eisenbahngesellschaft Rede de Viação Paraná-Santa zusammenzubringen und nur an Amateurmeisterschaften teilzunehmen. Durch die Aufnahme der wichtigsten Spieler des Britânia SC in seine Reihen begann der Klub gleich als konkurrenzfähiges Team in der Staatsmeisterschaft von Paraná.
In den 1940er-Jahren baute der Klub das Estádio Durival Britto e Silva, seinerzeit das modernste des Bundesstaates, in welchem auch zwei Spiele der Fußball-Weltmeisterschaft 1950 ausgetragen wurden.
Aufgrund der Klubfarben Rot und Schwarz hatte Ferroviário den Spitznamen Boca–Negra, welches der Name einer in den 1930er Jahren im brasilianischen Dschungel entdeckten indigenen Gruppe war.
1967 war Ferroviário der erste Vertreter Paranás beim Torneio Roberto Gomes Pedrosa, einem zwischen 1967 und 1970 vier Mal ausgetragenen brasilianischen Fußballwettbewerb für Vereinsmannschaften und ist, gemeinsam mit der Taça Brasil, Vorläufer der heutigen nationalen brasilianischen Meisterschaft, des Campeonato Brasileiro de Futebol. In seiner Gruppe B erreichte der Klub mit vier Unentschieden und zehn Niederlagen nur den letzten Tabellenplatz (15.). Zuvor hatte Ferroviário 1966 und 1967 bereits an der Taça Brasil teilgenommen. 1966 unterlag man im Finale der Gruppe Süd gegen Grêmio Porto Alegre (0:0, 0:3) (9. in der Gesamttabelle). Und 1967 kam Ferroviário über die Vorrunde nicht hinaus (15. in der Gesamttabelle).
Am 29. Juni 1971 fusionierte es mit Britânia SC und Palestra Itália FC zum Colorado EC. 1989 schloss sich Colorado dem EC Pinheiros an, was zur Gründung des Paraná Clube führte. Zum Zeitpunkt seiner Fusion hatte der Klub 32 Mal an der Staatsmeisterschaft teilgenommen. Er gewann diese acht Mal und wurde sieben Mal Vizemeister. Der Torschützenkönig der Meisterschaft von 1957 Afinho galt als eines der Idole des Klubs.

## Erfolge
- Staatsmeisterschaft von Paraná (8×): 1937, 1938, 1944, 1948, 1950, 1953, 1965, 1966
- Vizemeister Staatsmeisterschaft von Paraná (7×): 1942, 1946, 1947, 1949, 1955, 1957, 1963